# 沙勒维尔苏布瓦
沙勒维尔苏布瓦（法語：Charleville-sous-Bois，法語發音：[ʃaʁləvil su bwa]）是法国摩泽尔省的一个市镇，属于梅斯区。

## 地理
沙勒维尔苏布瓦（49°11'22"N, 6°24'43"E）面积12.82 平方千米，位于法国大東部大區摩泽尔省，该省份为法国东北部内陆省份，是洛林的一部分，西南接默尔特-摩泽尔省，东临下莱茵省，北与卢森堡和德国接壤。
与沙勒维尔苏布瓦接壤的市镇（或旧市镇、城区）包括：比尔通库尔、孔代-诺尔滕、金基申、艾埃、安康日、圣于贝尔、弗里。

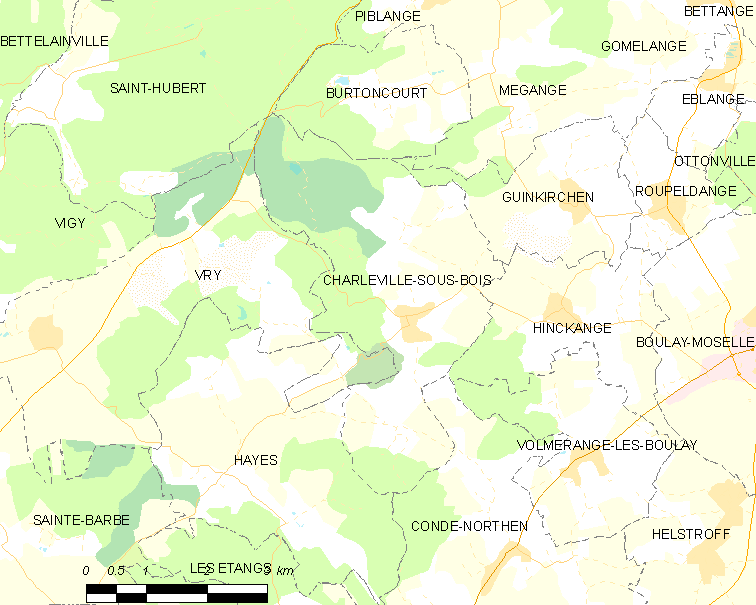
沙勒维尔苏布瓦的OSM定位图

沙勒维尔苏布瓦的时区为UTC+01:00、UTC+02:00（夏令时）。

## 行政
沙勒维尔苏布瓦的邮政编码为57220，INSEE市镇编码为57128。

## 政治
沙勒维尔苏布瓦所属的省级选区为梅斯地区县。

## 人口

1962-2008年间沙勒维尔苏布瓦人口变化图示

沙勒维尔苏布瓦于2022年1月1日时的人口数量为285人。